# Antipode (créature imaginaire)
 (août 2023).
Pour les articles homonymes, voir Antipode.
Les antipodes sont des créatures anthropomorphes datant du folklore de l'antiquité grecque, qui ont le pied tourné vers l'arrière, les talons vers l'avant et huit orteils à chaque pied ; ils sont censés courir plus vite que le vent. À l'époque où l'on croyait la terre plate, on pensait que des peuples marchaient à l'envers de l'autre côté du disque et qu'ils avaient les pieds placés de cette façon. Ces créatures auraient été observées par Alexandre le Grand lors de ses conquêtes.

## Description
Le Liber monstrorum, catalogue de peuples et créatures légendaires anonyme du VIIIe siècle, les décrit ainsi :
« On dit aussi qu'il existe sous le globe une race d'hommes qu'on appelle les Antipodes, et qui, selon l'interprétation de ce nom grec, foulent les fondations les plus basses du globe, les pieds dirigés vers nos empreintes. »

## Hippopodes
Juste après la mention des antipodes, Isidore de Séville mentionne l'existence d'une race d'hippopodes, hommes à jambes de cheval, vivant en Scythie.

## Antimanes
Au Moyen Âge, des créatures aux mains inversées sont mentionnées sous le nom d'antimanes.

## Sources
- Isidore de Séville, chapitre XI des Etymologiae (vers 630)[3].
- Lambert de Saint-Omer, Liber floridus (1120).
- Édouard Brasey, La Petite Encyclopédie du merveilleux, Paris, Éditions le pré aux clercs, 2007, 435 p. (ISBN 978-2-84228-321-6, BNF 41117165), p. 145